# Tom Kondla
Thomas A. Kondla, detto Tom (Brookfield, 30 novembre 1946), è un ex cestista statunitense, professionista nella ABA.

## Carriera
Venne selezionato dai Milwaukee Bucks al settimo giro del Draft NBA 1968 (91ª scelta assoluta).